# シュガーアンドロケッツ
株式会社シュガーアンドロケッツ（英: Sugar & Rockets Inc.）は、かつて存在したゲームソフトの開発会社。

## 概要
ソニー・コンピュータエンタテインメント（SCEI）の制作部門のひとつとして、PlayStation用ゲームの開発・プロデュースを行っていたサテライトカンパニー。プレジデントは山元哲治。
1997年10月14日、アーク・エンタテインメント（アークザラッドシリーズ）、コントレイル（ワイルドアームズシリーズ）とともに、SCEIの100%子会社（いずれも社長は当時のSCEI副社長・佐藤明で、各チームのリーダーが取締役として就任）として法人化。
1998年にエグザクト（ジャンピングフラッシュ!、攻殻機動隊 GHOST IN THE SHELL）を吸収。
サテライトカンパニーとしてSCEI作品のプロデュースを手がけ、PlayStation 2用も数作品リリースしたが、2000年8月1日に行われたSCEIの人事・機構改革により本社に再合流した。

## 開発タイトル
- PHILOSOMA（開発:ジーアーティスツ）
- ジャンピングフラッシュ!シリーズ（開発:エグザクト）
- ポポロクロイス物語シリーズ（開発:ジーアーティスツ）
- チェイス・ザ・エクスプレス
- I.Qシリーズ（開発:ジーアーティスツ 他）
- がんばれ森川君2号
- 攻殻機動隊 GHOST IN THE SHELL（開発:エグザクト）
- やるドラシリーズ（開発:Production I.G）
  - ダブルキャスト
  - 季節を抱きしめて
  - サンパギータ
  - 雪割りの花
  - スキャンダル
- びっくりマウス